# Vernon megye (Louisiana)
Vernon megye az Amerikai Egyesült Államokban, azon belül Louisiana államban található. Megyeszékhelye és legnagyobb városa Leesville. Lakosainak száma 48 750 fő (2020. április 1.). Vernon megye Sabine, Natchitoches, Rapides, Allen, Beauregard és Newton megyékkel határos.

## Népesség
A megye népességének változása:
| Lakosok száma | 52 741 | 52 249 | 54 050 | 52 606 | 50 803 | 48 750 |
|               | 2010   | 2011   | 2012   | 2013   | 2015   | 2020   |